# 施泰因霍伊特罗德
施泰因霍伊特罗德（德語：Steinheuterode）是德国图林根州的市镇，隶属于艾希斯费尔德县。总面积为2.53平方千米，截至2023年12月31日总人口为284人。